# П'ясток
П'я́сток, п'ясть (лат. metacarpus) — частина скелета верхньої кінцівки між кістками зап'ястка і фалангами пальців. Його утворюють п'ять коротких трубчастих кісток кисті (метакарпалії, від metacarpalia), що відходять у вигляді променів від зап'ястя. Нумерація п'ясних кісток відповідає нумерації пальців, що зчленовуються з ними. У п'ясних кістках розрізняють основу (basis), тіло (corpus) і головку (caput). Відповідає плесну стопи.

## Назва
Грецький лікар Гален вживав щодо п'ястка термін μετακάρπιον. У латинській адаптації він мав форму metacarpium, але зараз в анатомічній термінології використовується менш схожий на оригінальну назву термін metacarpus. Грецька назва утворена від μετα («за», «далі») та καρπός («зап'ясток»). У значенні «п'ястковий» використовуються латинські прикметники metacarpius, metacarpicus, metacarpiaeus, metacarpeus, metacarpianus та metacarpalis. Найбільш правильним є варіант metacarpius, оскільки він походить від грец. μετακάρπιος. Варіант metacarpalis (наприклад, у назві ossa metacarpalia — «п'ясткові кістки») утворений від грецького кореня доданням латинського суфікса, деякі анатоми не схвалюють вживання подібних гібридних форм.
Українська назва п'ясток, п'ясть сходить до прасл. *pęti («п'ясти, натягувати»).

## Будова
Потовщений проксимальний кінець п'ясткової кістки називається її основою. П'ясткова кістка зчленена як з дистальним рядом кісток зап'ястя, так і з сусідніми п'ястковими кістками. Тіло п'ясткової кістки (її основна частина) має дещо вигнуту до тилу форму, містить живильний канал (canalis nutricius), що відкривається з боку долоні кістки живильним отвором (foramen nutricium). Голівка (дистальний епіфіз) п'ясткової кістки кулеподібна, її суглобна поверхня дещо підвищена зі сторони долоні.

## Суглоби
Окрім п'ястково-фалангових суглобів (articulationes metacarpophalangeae), що сполучають п'ясткові кістки з відповідними фалангами, перші з'єднуються з кістками зап'ястка зап'ястково-п'ястковими суглобами (articulationes carpometacarpeae, articulationes carpometacarpales):
- перша п'ясткова — з кісткою-трапецією;
- друга п'ясткова — з кісткою-трапецією, трапецієподібною, головчастою і третьою п'ястковою;
- третя п'ясткова — з головчастою, другою та четвертою п'ястковими;
- четверта п'ясткова — з головчастою, гачкуватою, третьою та п'ятою п'ястковими;
- п'ята п'ясткова — з гачкуватою і четвертою п'ястковою.

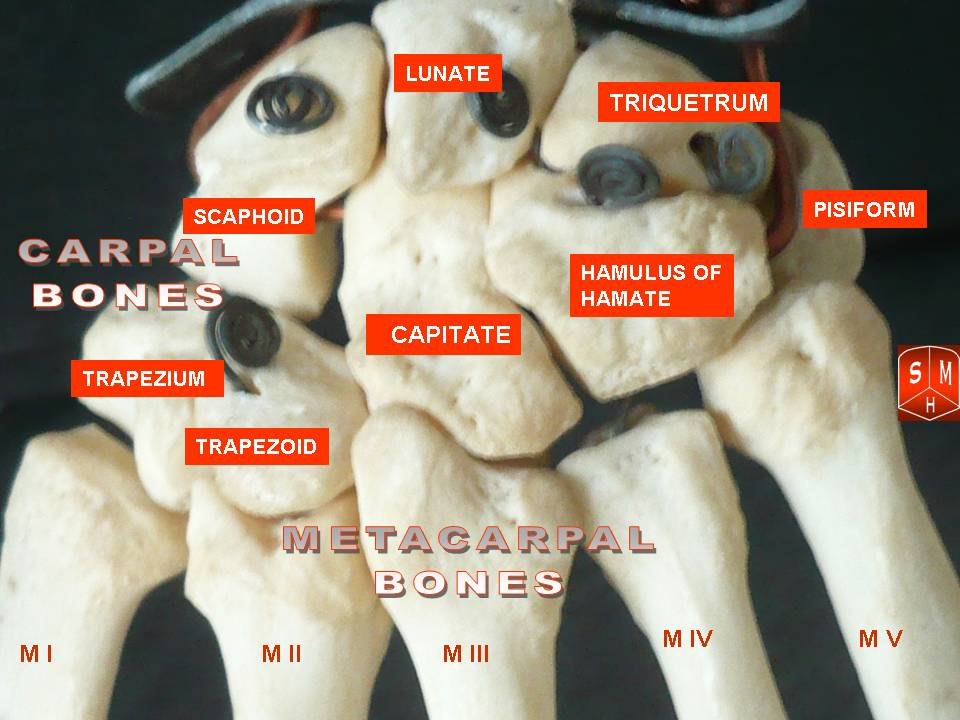
Зап'ястково-п'ясткові суглоби лівої руки. Великий палець ліворуч.
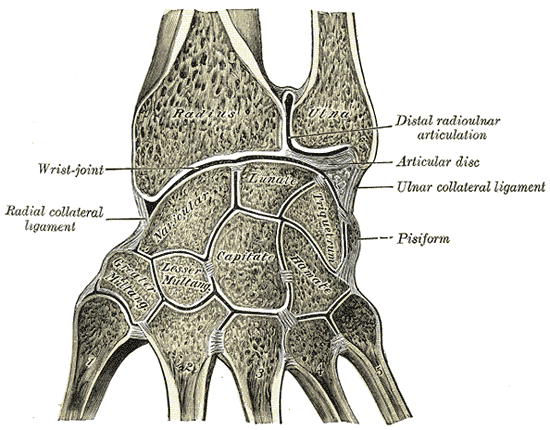
Зап'ястково-п'ясткові суглоби лівої руки. Великий палець ліворуч.

## Інші тварини

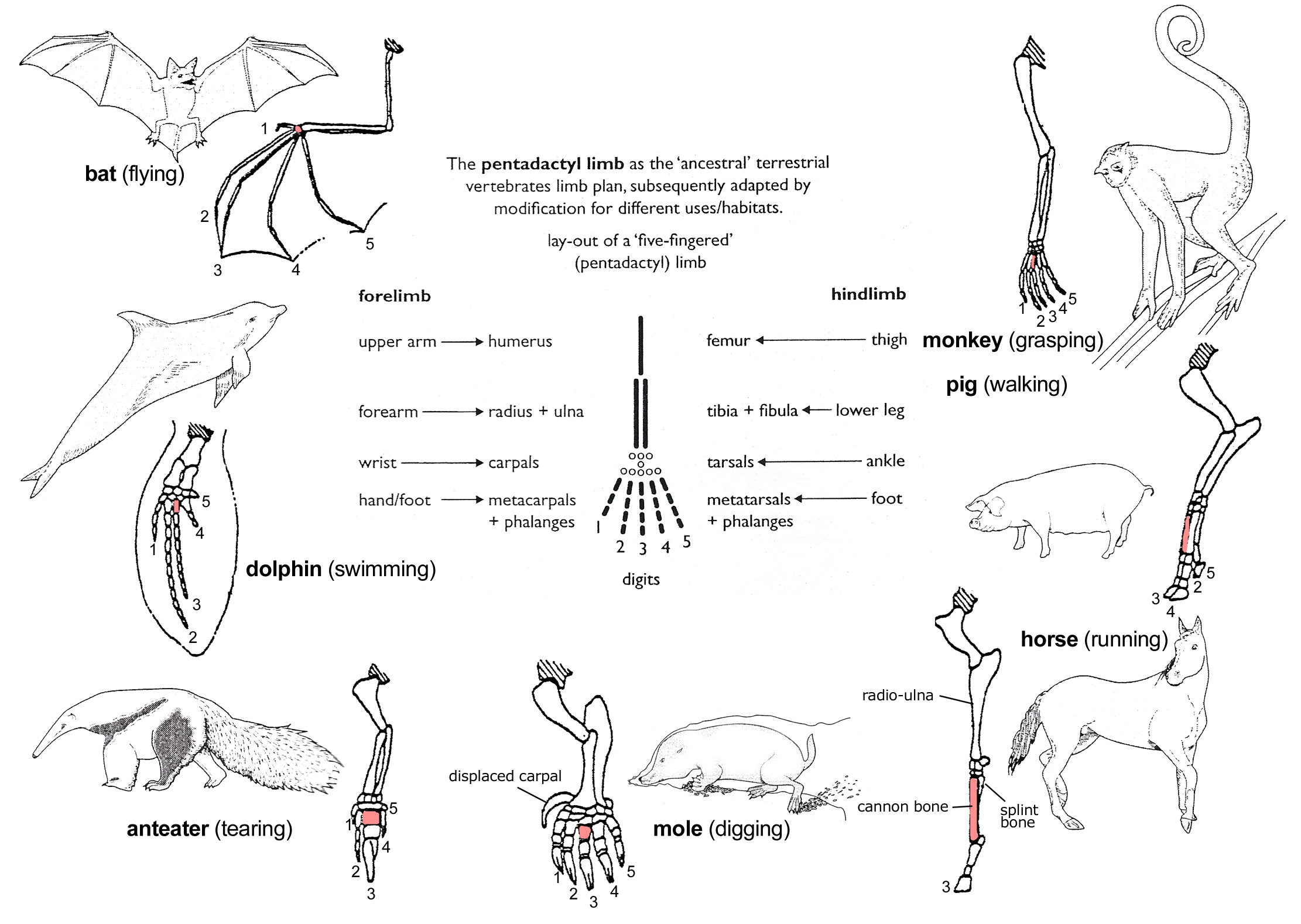
Принцип гомології, показаний на прикладі еволюційного розвитку п'ясткових кісток у різних груп ссавців. Третя п'ясткова кістка виділена червоним, плечова кістка — штрихуванням.

У чотириногих тварин п'ясткові кістки утворюють частину передніх стоп, і часто їхня кількість зменшується відповідно до кількості пальців. У пальцехідних і кігтехідних (унгулятів) п'ясткові кістки видовжені і зміцнілі, вони утворюють додатковий сегмент кінцівки, який сприяє підвищенню швидкості їхнього бігу. Як у птахів, так і в кажанів п'ясткові кістки утворюють частину крила.